# Blog na cztery łapy
Blog na cztery łapy (ang. Dog with a Blog) – serial z kanonu Disney Channel Original Series. W serialu występują: znany z filmu Lemoniada Gada Blake Michael oraz znana ze Słonecznej Sonny Genevieve Hannelius. Produkcja rozpoczęła się w czerwcu 2012 roku. Amerykańska premiera odbyła się 12 października 2012 roku, jako specjalna zapowiedź. Regularna emisja rozpoczęła się 4 listopada tego samego roku.
4 lutego 2013 roku Disney Channel ogłosiło produkcję drugiego sezonu. 4 lutego 2014 roku Disney Channel ogłosiło z kolei 3 sezon serialu. Produkcja sezonu ruszyła latem 2014 roku, a premiera w USA odbyła się 26 września 2014 roku. Premiera ostatniego odcinka w USA miała miejsce 25 września 2015. Na tym zakończono produkcję serialu.

## Fabuła
Tyler i Avery są przybranym rodzeństwem, jednak nie mogą się dogadać z powodu swej odmienności: Tyler jest popularny, towarzyski i ciągle zajmuje się swoim wyglądem, podczas gdy Avery jest mózgowcem, odpowiedzialna i nienawidzi chłopaków takich jak Tyler. Ich rodzice adoptują psa imieniem Stan, który umie mówić i zaczyna prowadzić bloga o swojej rodzinie. Dzięki swojemu psiemu punktowi widzenia, pomaga on swoim właścicielom odnaleźć się w roli rodzeństwa, przy okazji pomagając im w szkolnych problemach. Tyler, Avery i ich młodsza siostra Chloe muszą za wszelką cenę pilnować tajemnicy swojego pupila.

## Bohaterowie

### Główni
- Avery Jennings (Genevieve Hannelius) - czternastoletnia dziewczyna. Córka Ellen, przybrana córka Bennetta, oraz przybrana siostra Chloe i Tylera. Jest świetną uczennicą. Lubi też malować. Przyjaźni się z Max i Lindsay. Nie dogadywała się z Tylerem, jednak Stan to zmienił. Zakochała się w Wesie i zostali parą. Potem jednak zerwali. Jej największym rywalem był Karl, ale gdy poznał sekret Stana zaczęli się dogadywać. Śniła o pocałunku z nim.
- Tyler James (Blake Michael) - szesnastoletni chłopak. Syn Bennetta. Brat Chloe. Przybrany syn Ellen oraz przybrany brat Avery. Nie lubi szkoły. Zakochał się w Nikki, a potem w Emily. Jednak wybrał  Nikki i zostali parą. Pracuje w ciężarówce z jedzeniem Hawka. Nie dogadywał się z Avery. Stan jednak to zmienił. On i Avery jako pierwsi odkryli, że Stan mówi. Umie jeździć na BMX.
- Chloe James (Francesca Capaldi) - ośmioletnia córka Bennett'a siostra Tylera i przybrana siostra Avery. Z Avery bardzo dobrze się dogaduje, z Tylerem też. Przyjaźni się z Darcy. Ma rude włosy. Ma chłopaka „Masona”.
- Stan (Kuma/Mick - pies, Stephen Full - głos) -  pies umiejący mówić. Zamieszkał razem z Avery, Tylerem i Chloe. Bennett kupił psa by Avery i Tyler znaleźli wspólny język. Stan wiele razy zmieniał dom.  Wszyscy  jego poprzedni właściciele gdy dowiadywali  się, że Stan potrafi mówić.  robili  na nim eksperymenty  albo myśleli, że zwariowali. Jednak pies bez problemu zaprzyjaźnił się z Avery, Chloe i Tylerem. Bennett i Ellen nie wiedzą, że umie mówić. Prowadzi bloga na temat swojej rodziny. W 3 sezonie zakochuje się w psie sąsiadów - Księżniczce, z którą później bierze ślub i mają dwójkę dzieci, które także potrafią mówić.
- Bennett James (Regan Burns) - ojciec Chloe i Tylera. Mąż Ellen. Przybrany ojciec Avery. Jest dziecięcym psychologiem, co często wykorzystuje by pomagać dzieciom. Nie wie, że Stan umie mówić.
- Ellen Jennings (Beth Littleford) - matka Avery. Żona Bennetta. Przybrana matka Tylera i Chloe. Lubi koty. Nie lubi Stana jak i większości zwierząt, co stara się ukrywać. W dzieciństwie mówili na nią Śmierdziellen. Nie wie, że Stan umie mówić. Nie lubi psów dlatego, że w dzieciństwie miała psa, którego kochała, ale uciekł.

### Drugoplanowi
- Lindsay (Kayla Maisonet) - najlepsza przyjaciółka Avery i Max. Podobał się jej Wes, ale nic nie mówiła Avery, gdyż ona też była w nim zakochana. W końcu się z nim umówiła, ale w końcu wybrała Avery. Lubi nosić kapelusze.
- Max (Danielle Soibleman) - najlepsza przyjaciółka Avery i Lindsay. Podoba jej się Karl ze wzajemnością. Jest nieco przerażająca.
- Nikki Ortiz (Denyse Tontz) – nowa sąsiadka i przyjaciółka Avery. Pochodzi z El Salvador. Ma psa Evitę. Jest obiektem westchnień Tylera. Gdy Tyler zaczął się spotykać z Emily ta zaczęła być zazdrosna. Później jednak zostali parą.
- Wes (Peyton Meyer) – nowy uczeń w szkole. Podobała mu się Avery ze wzajemnością. Zostali parą, lecz potem zerwali, gdyż Wes miał wyjechać.
- Karl Fink (LJ Benet) - sąsiad, a zarazem największy rywal Avery. Poznał sekret Stana, ale nie chciał go nikomu wygadać. Zaczynają się dogadywać. Podoba mu się Max.

## Wersja polska
Wersja polska: SDI Media Polska

Reżyseria:
- Łukasz Lewandowski (odc. 1-22),
- Artur Kaczmarski (odc. 23-28, 47-59)

Dialogi:
- Tomasz Robaczewski,
- Mai Tran (odc. 47-57),
- Michał Wojnarowski (odc. 58-59),
- Krzysztof Pieszak

Kierownictwo muzyczne: Agnieszka Tomicka

Koordynator produkcji: Ewa Krawczyk

Wystąpili:
- Magda Kusa – Avery
- Michał Podsiadło – Tyler
- Robert Jarociński – Stan
- Anna Gajewska – Ellen
- Miłogost Reczek – Bennett
- Julia Siechowicz – Chloe
- Sławomir Pacek –
  - Phil Trummer (odc. 4),
  - policjant (odc. 7)
- Marta Dylewska – Maddie (odc. 5)
- Karol Jankiewicz – Karl Fink (odc. 5, 7, 18, 21, 28, 37, 44, 54, 57-58)
- Angelika Kurowska –
  - Lindsay (odc. 5, 17, 20, 23-25, 31, 37, 41, 45, 47, 50-51, 53, 56),
  - Rebecca (odc. 9)
- Mateusz Weber – pan Beeds (odc. 5)
- Anna Apostolakis – mama Karla (odc. 5)
- Maciej Falana –
  - Kevin/Kilgore (odc. 8),
  - Dustin Pitt (odc. 13)
- Anna Sroka –
  - papuga Lucy (odc. 9, 26),
  - Cheri (odc. 30)
- Andrzej Blumenfeld –
  - Monty (odc. 16),
  - Phil Trummer (odc. 30)
- Grzegorz Kwiecień –
  - Ian Calloway (odc. 17),
  - poeta (odc. 59)
- Anna Wodzyńska – Kelly Stewart (odc. 17)
- Kamil Kula –
  - Rick Stewart (odc. 17),
  - Doug (odc. 43)
- Weronika Asińska – Darcy Stewart (odc. 17, 24)
- Olga Omeljaniec – jurorka (odc. 18)
- Barbara Zielińska – babcia James (odc. 19)
- Ewa Prus –
  - masażystka Nadia (odc. 19),
  - ciocia Sigourney (odc. 29)
- Łukasz Lewandowski – DJ Psiak (odc. 19)
- Aleksandra Kowalicka – Max (odc. 23-25, 31, 37, 41, 45, 47, 50-51, 53, 56)
- Tomasz Robaczewski – Danny (odc. 23)
- Modest Ruciński – pan Carver (odc. 24)
- Monika Węgiel – Gator (odc. 27, 38)
- Karol Wróblewski –
  - Bill (odc. 35),
  - Tom Fairbanks (odc. 43)
- Waldemar Barwiński – leśnik (odc. 35)
- Anna Sztejner –
  - Carol (odc. 43),
  - Lawania Dumont (odc. 51)
- Krzysztof Zakrzewski – Emerson (odc. 43)
- Adam Pluciński – dyrektor Lawson (odc. 47, 56)
- Jan Kulczycki – Ivan McCorkin (odc. 52)
- Miłosz Konkel – Brian (odc. 56)
- Mateusz Narloch – Red Burnett (odc. 57)
- Aleksandra Domańska
- Kamil Pruban
- Grzegorz Drojewski
- Zofia Modej
- Franciszek Przybylski
- Piotr Piksa
- Agata Góral
- Maksymilian Michasiów

i inni

## Odcinki
| Seria | Seria | Odcinki | Oryginalna emisja    | Oryginalna emisja | Oryginalna emisja | Oryginalna emisja |
| Seria | Seria | Odcinki | Premiera serii       | Finał serii       | Premiera serii    | Finał serii       |
| ----- | ----- | ------- | -------------------- | ----------------- | ----------------- | ----------------- |
|       | 1     | 22      | 12 października 2012 | 25 sierpnia 2013  | 23 marca 2013     | 28 grudnia 2013   |
|       | 2     | 24      | 20 września 2013     | 12 września 2014  | 11 stycznia 2014  | 31 stycznia 2015  |
|       | 3     | 24      | 26 września 2014     | 25 września 2015  | 18 kwietnia 2015  | 14 listopada 2015 |